# Franz Gumer
Franz von Gumer (1731 – Vienna, 25 luglio 1794) è stato un politico austriaco.
Fondò la prima Loggia degli Illuminati di Baviera a Bolzano.

## Biografia
Era figlio di Johann, della nota famiglia di mercanti e banchieri (lo stesso che Johann fece un prestito di 200000 Gulden al principe Franz, marito dell'imperatrice Maria Teresa d'Austria). 
Fu sindaco di Bolzano dal 1771 al 1776.
Si distinse per le spese sociali; portavoce del Bozner Partei e del Magistrato Mercantile, si oppose alla politica centralizzatrice di Giuseppe II: membro della Massoneria, iscritto alla Loggia "Speranza Coronata" di Vienna, nel 1780 fondò una loggia a Bolzano. 
Tale loggia appartiene probabilmente all'Ordine degli Illuminati di Baviera: l'inaugurazione venne fatta da Weishaupt in persona.
L'attività della loggia alla luce del sole durò poco: gli affiliati si riunivano nel palazzo di Ignaz Atzwanger.
Dopo il 1785 l'attività procseguì in segreto e le riunioni si tennero all'Assunta di Renon dove nella Villa Toggenburg si può ancora ammirare una sala affrescata coi simboli della massoneria.
Franz von Gumer morì a Vienna il 25 luglio 1794. Il 5 agosto la polizia irruppe nella sua casa e distrusse tutta la documentazione che lo riguardava.